# 미나미타카야스정
미나미타카야스정(일본어: 南高安町)은 일본 오사카부 나카카와치군에 설치되었던 촌이다. 현재의 야오시에 해당한다.